# Gryon pisum
Gryon pisum är en stekelart som först beskrevs av Nixon 1934.  Gryon pisum ingår i släktet Gryon och familjen Scelionidae. Inga underarter finns listade i Catalogue of Life.